# Constantine Bae Ki-hyen
Constantine Bae Ki-hyen (ur. 1 lutego 1953 w Masan) –  koreański duchowny rzymskokatolicki, w latach 2016-2022 biskup Masan.

## Życiorys
Święcenia kapłańskie przyjął 28 stycznia 1985 i został inkardynowany do diecezji Masan. Pracował głównie jako duszpasterz parafialny, był także m.in. wykładowcą seminarium w Pusan oraz duszpasterzem wspólnot koreańskich w Stanach Zjednoczonych. W 2015 objął funkcje wikariusza generalnego diecezji oraz kanclerza kurii.
19 kwietnia 2016 został mianowany biskupem Masan. Sakry biskupiej udzielił mu 8 czerwca 2016 bp John of the Cross Chang Yik. 27 sierpnia 2022 papież Franciszek przyjął jego rezygnację z funkcji biskupa diecezjalnego.